# 小行星9144
小行星9144（英語：9144 Hollisjohnson）是一颗围绕太阳公转的小行星。1955年10月25日，Indiana University在摩根县发现了此天体。
这颗小行星的绝对星等为328.66226等。